# Hubert Maurer

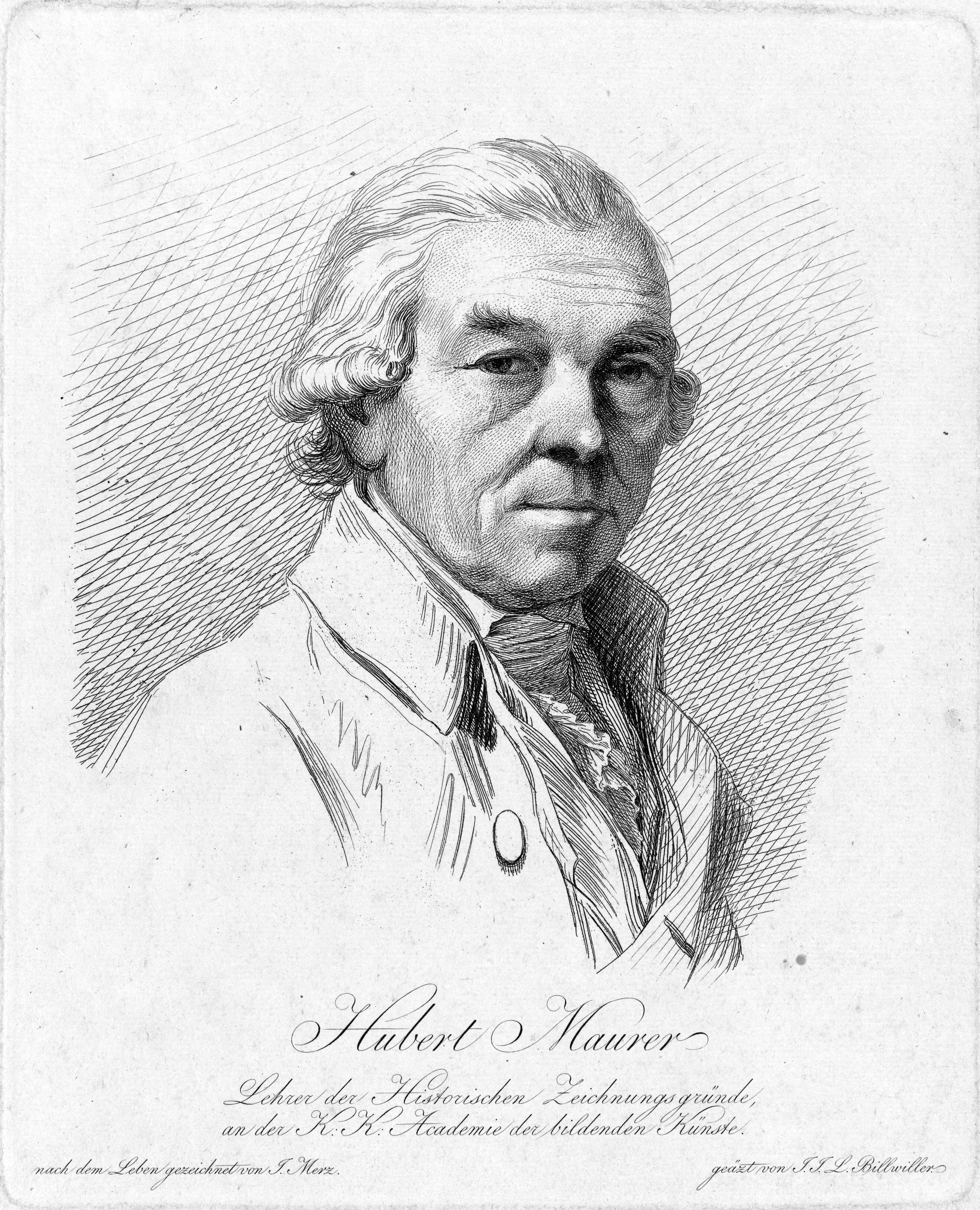
Porträt Hubert Maurers

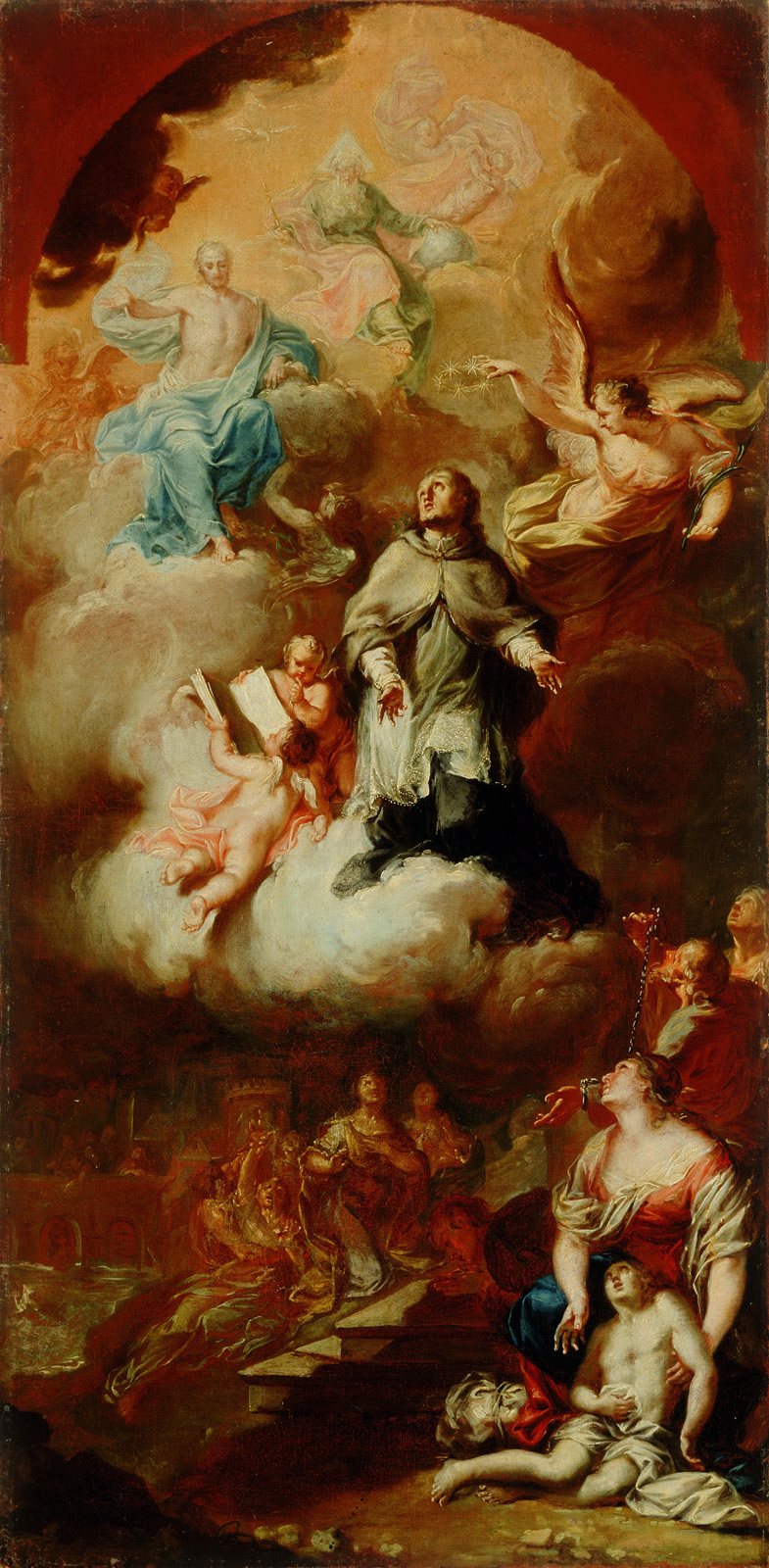
Hubert Maurer: Johann Nepomuk; vor April 1812 (mit Vermerk: Den 11 April 1812 verehrte / Professor Maurer dieses von ihm / verfertigte Gemäld, mir zum / Andenken / Einem Freund und Schüler Russ). Ljubljana, Slowenische Nationalgalerie

Hubert Maurer (* 10. Juni 1738 in Lengsdorf, Röttgen (heute zu Bonn gehörend); † 10. Dezember 1818 in Wien) war ein deutscher Maler, Zeichner und Zeichenlehrer an der Wiener Akademie.

## Leben und Werk
Hubert Mauer kam aus einfachsten Verhältnissen, sein Vater war Tagelöhner und starb, als der Sohn zwei Jahre alt war. Er musste von klein an arbeiten und konnte daher nicht die Schule besuchen. 1753 fand er eine Anstellung beim Bau von Schloss Herzogsfreude. Der Stuckateurmeister Johann Georg Sturzenhöfer bemerkte sein Zeichentalent, darüber wurde der Maler Johan Georg Winter (1707–1770) auf ihn aufmerksam und gab ihm Unterricht. 1756 wurde er formal dessen Lehrling. Wirth nahm ihn nach Vollendung der Arbeiten am Schloss 1759 mit nach München. Mit einem Empfehlungsschreiben Winters versehen, ging Maurer 1762 zur weiteren Ausbildung an die kaiserlichen Akademie der Bildenden Künste in Wien. Er war dort u. a. Schüler des Bildhauers Franz Xaver Messerschmidt. 1764 wurde er Schüler und Gehilfe des Malers Johann Baumgartner (1710–1773) und half diesem bei der Ausführung der Altarbilder der Wiener Kapuzinerkirche.
Von Oktober 1772 bis Oktober 1776 gehörte er zu einer ersten Gruppe von – mit einer Pension versehenen – Malern in Rom, wo er auch mit Anton Raphael Mengs in Kontakt stand. Ab 1785 war Maurer Mitglied und Rat der Wiener Akademie und 32 Jahre lang Professor an deren Elementarzeichenschule. Die Wiener Akademie war damals die größte und angesehenste Kunstschule Europas. Der Unterricht bestand vor allem aus Zeichenunterricht. Traditionell war die Ausbildung in drei Stufen gegliedert. Man begann mit dem Abzeichnen von Vorlageblättern, dann folgte das Zeichnen nach Antiken und schließlich das Zeichnen nach Modell. Die Professoren und die Direktoren der einzelnen Schulen mussten monatlich neue Vorlageblätter anfertigen.
Maurer fertigte an der Akademie u. a. systematische Studien nach Meistern der italienischen Hochrenaissance für die Lehrmittelsammlung an. Die frühen Antikennachzeichnungen Maurers entsprechen mit ihrem „weichen Stil“, ohne scharfe Konturen, noch ganz dem Geschmack des Spätbarocks, markieren jedoch an der Wiener Akademie den Beginn des Frühklassizismus.
Er starb 1818 in geistiger Umnachtung.
Zu seinen zahlreichen Schülern zählen u. a. Karl Agricola, Johann Evangelist Scheffer von Leonhardshoff, Moritz Michael Daffinger (von 1801 bis 1805), Ferdinand Georg Waldmüller, Anton Spreng, Laurenz Herr (* 1787; † um 1850) ab 1799 (als 12-Jähriger!), Johann Georg Däringer (1759–1809), Karl Ruß, Wilhelm August Rieder, Kilian Ponheimer, Joseph Stöber (* 1768; † 1852), Peter Fendi, Eustație Altini (1772–1815), Johann Baptist Lampi II (* 1775; † 1837), Friedrich Amerling und Johann Michael Sattler (von 1813 bis 1815; Sattler wurde ein Freund Maurers und sein Biograph und heiratete 1816 Anna Maria Kittenberger, die Ziehtochter Maurers).
Im Bonner Stadtteil Lengsdorf wurde 1972 die Hubert-Maurer-Straße nach ihm benannt.

## Werke (Auswahl)
- Altarbild „Gott Vater in den Wolken“ in der Wiener Stiftskirche „Zum heiligen Kreuz“
- Seitenaltarbilder in der Pfarrkirche Maria Schnee, Wiener Neudorf. Links: Darstellungen der Kirchenlehrer Ambrosius, Augustinus, Hieronymus und Papst Gregor der Große, darüber das Lamm Gottes auf einem mit sieben Siegeln verschlossenen Buch; rechts: Die sterbende Heiligen Theresia mit den Aposteln Petrus und Paulus. Die Gesichtszüge der Heiligen Theresia stellen Maria Theresia dar, die Gönnerin des Kardinals.
- Burgkapelle der Wiener Hofburg: „Vermählung der Heiligen Katharina mit dem Jesuskind“ (Bild beim rechten Seitenaltar).
- Pfarrkirche Kalksburg: Hochaltarbild „Heiliger Petrus“.
- möglicherweise auch die Seitenaltarbilder „Maria mit Heiligen“ und „Heiliger Athanasius und Christophorus“ in der Pfarrkirche Atzgersdorf.
- Altarbild in der Pfarrkirche „Mariä Heimsuchung“, Zwittau in Mähren, 1785. Die beiden Seitenaltäre wurden 1797 von Maurers Schüler Johann Georg Däringer (1759–1809) unter Maurers Aufsicht gemalt.[2]

- Altarbild „Steinigung des Heiligen Stefan“ in der Kirche Heiliger Stefan der Märtyrer („Szent István első vértanú“) in Pápa (Komitat Veszprém), Ungarn, entstanden 1785.
- Altarbild „Christi Himmelfahrt“ in der katholischen Stadtkirche von Balmazújváros, Ungarn.
- Altarbild „Jungfrau Maria“ in der katholischen Kirche von Gyula, Ungarn.
- „Circe und Odysseus“, um 1785, nicht sign., nicht dat., Öl auf Leinwand, Rahmen: 144 × 111 cm, Wien Museum, Inv.-Nr. 73.001[3]
- „Maria und das Jesuskind, von Engeln umgeben“, Feder und Pinsel in Grau, mit Weiß gehöht; vor 1798. (Erster Entwurf zum Altarbild für die Kirche „zu den Neun Chören der Engel“ in Wien, das 1798 von Johann Georg Däringer unter Aufsicht Maurers ausgeführt wurde. Rückseitig alt mit Feder und Bleistift (eigenhändig?) bezeichnet: „Hubert Maurer“), Kunsthandel[4]
- Im Piermarini-Saal des Palazzo Accademico in Mantua befinden sich drei in Wien entstandene Porträtgemälde von Maurer aus dem Jahr 1770: von Kaiserin Maria Theresia, ihrem Ehemann Franz I. Stephan von Lothringen und ihrem Sohn Kaiser Joseph II.

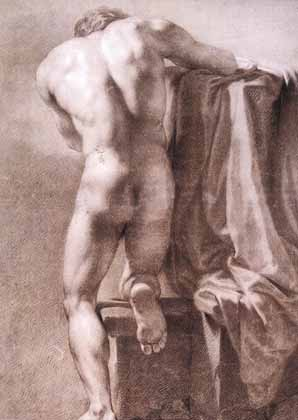
Rückenakt, 1790. Kreide auf Papier
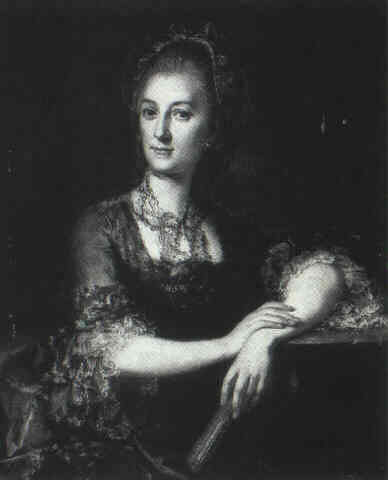
Porträt einer eleganten Dame; Öl auf Leinwand
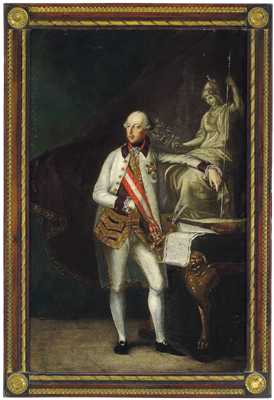
Kaiser Joseph II.
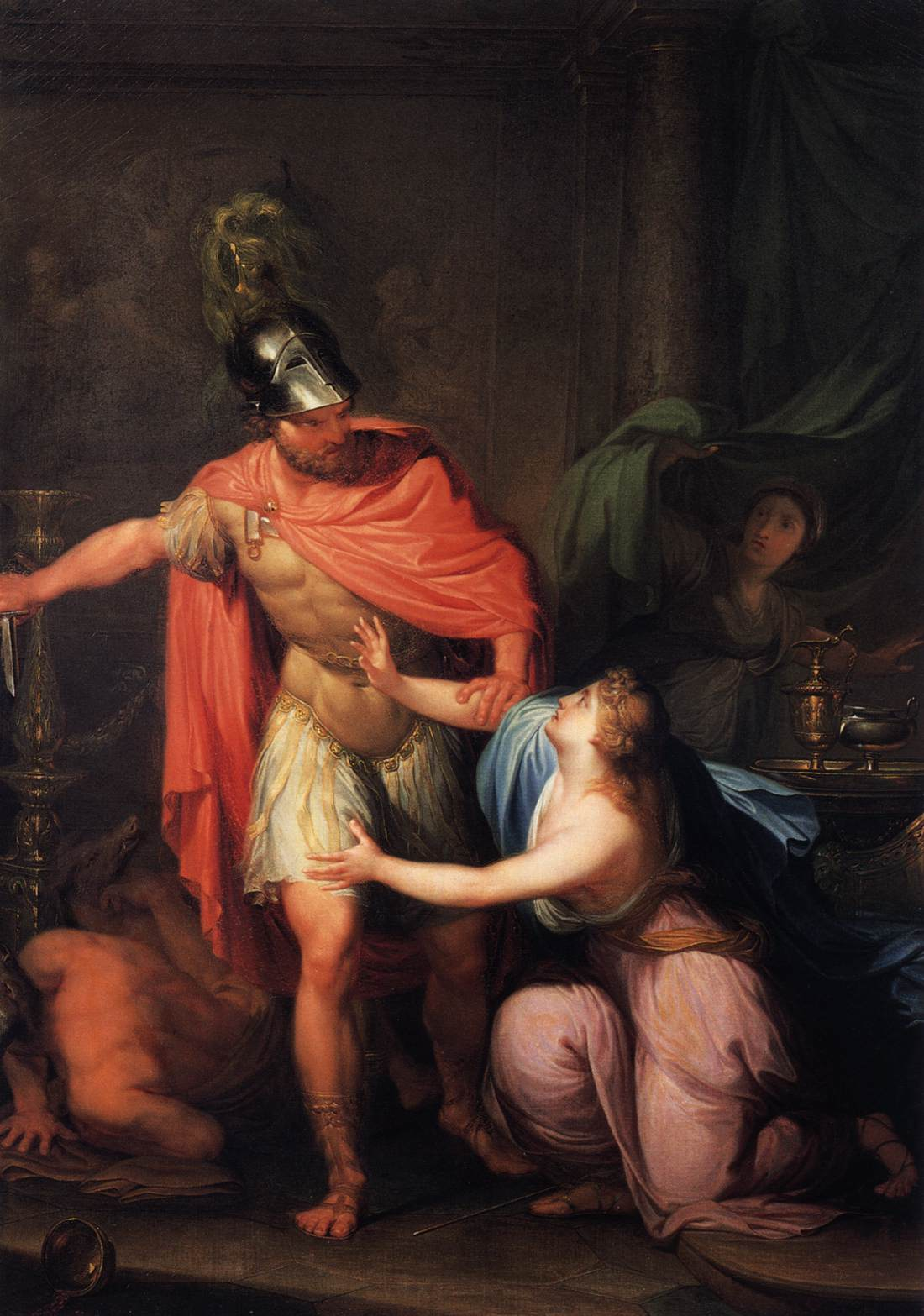
Circe und Odysseus, Wien-Museum
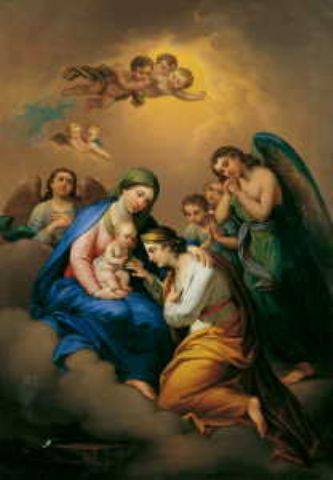
Die mystische Vermählung der Heiligen Katharina. Öl auf Leinwand.